# Adam Mayfield
Adam Mayfield (ur. 2 sierpnia 1976 w Houston) – amerykański aktor filmowy.

## Kariera
Urodził się w Houston 2 sierpnia 1976 roku. Studiował na katolickim Uniwersytecie DePaul w Chicago. Karierę filmową rozpoczął w 2000 roku, pojawiając się gościnnie w serialach, takich jak: Dni naszego życia, Strażnik Teksasu, Boston Public czy Ja się zastrzelę. W 2001 zagrał Keya Riotera w filmie The Tempest (reż. Carmella Cardina) oraz sitcomie Kolorowy dom, w 2006 Valeta w sitcomie Przyjaciółki. W latach 2009–2010 występował w roli Scotta Chandlera w amerykańskiej operze mydlanej Wszystkie moje dzieci. W 2012 David Cass powierzył mu rolę Deana Forda w wyprodukowanym przez „Hallmark” filmie bożonarodzeniowym Świąteczna swatka. W następnym roku pojawił się w serialu Lista klientów. W 2013 zagrał Teda Carpentera w serialu Dni naszego życia. W 2018 Nanea Miyata powierzyła mu rolę Luke'a w komediodramacie Christmas Harmony. W 2019 wystąpił w roli Lloyda Ruby'ego w Le Mans '66 w reżyserii Jamesa Mangolda.